# TvG2
La tvG2, fins a setembre de 2009 anomenada G2, és la segona cadena de televisió de la Corporación de Radio-Televisión de Galicia.

## Característiques
La seva programació se centra en els espais infantils i culturals.
A més, s'emeten en simulcast (a la mateixa hora que la TVG convencional) els informatius "Bos días", "A revista" i "Telexornal serán", així com el musical "Luar", a més d'alguns especials informatius.
El canal emet actualment només en TDT les 24 hores del dia. La quota de pantalla és del 0,8%.